# BPEL4People
BPEL4People es una extensión del lenguaje WS-BPEL para incluir interacciones humanas. Fue propuesta por IBM y SAP en julio de 2005.

## Apoyos
En junio de 2007 Active Endpoints, Adobe, BEA, IBM, Oracle y SAP publicaron las especificaciones de BPEL4People y WS-HumanTask.

## Estado actual
Existe en la actualidad un comité de OASIS trabajando en su estandarización (el OASIS WS-BPEL Extension for People (BPEL4People) TC).